# Frans av Navarra
 Frans av Navarra, född 1469, död 1483, var en monark (kung) av Navarra. Han var även greve av Fois och därmed furste av Andorra, två domäner som övergick till Navarra när han besteg Navarras tron 1479.
Frans var son till Gaston av Foix och Magdalena av Frankrike och sonson till drottning Eleonora av Navarra. Han dog omyndig och politiken sköttes av hans mor, som var hans regent.  